# Kombinierte Immediatkommission
Die Kombinierte Immediatkommission war eine von Preußens König eingesetzte Reformergruppe zur Zeit der napoleonischen Besetzung Preußens.

## Hintergrund
1804 als Finanz- und Wirtschaftsminister in das General-Ober-Finanz-Kriegs- und Domainen-Direktorium berufen, hatte Heinrich Friedrich Karl vom und zum Stein schon früh auf notwendige Reformen in Preußen hingewiesen. Wegen vermeintlicher Widerspenstigkeit und Eigensucht wurde er von Friedrich Wilhelm III. – der von Berlin nach Königsberg geflohen war – am 3. Januar 1807 entlassen. Im Februar 1807 floh Friedrich Wilhelm weiter nach Memel. Nach dem Frieden von Tilsit musste auch Steins Nachfolger Karl August von Hardenberg auf Verlangen von Napoleon Bonaparte gehen. Im Juli 1807 vom König einberufen, sollte die Kombinierte Immediatkommission die geplante Neuordnung Preußens ausarbeiten. Ohne Stein und Hardenberg bestand sie zunächst vor allem aus Beamten im Königsberger Schloss: 
- Theodor von Schön, Geh. Staatsrat
- Friedrich August Staegemann, Geh. Oberfinanzrat
- Karl Wilhelm von Schrötter, Kanzler
- Friedrich Leopold von Schrötter, Minister für Ostpreußen
- Hans Jakob von Auerswald, Kammerpräsident
- Ernst Gottlob Morgenbesser, Direktor bei der Ostpreußischen Regierung
- Wilhelm Anton von Klewiz, Geh. Oberfinanzrat

Im August 1807 ging die Kommission an die Erarbeitung eines Gesetzes zur Befreiung der Bauern von der Erbuntertänigkeit und des Grundeigentums und Gewerbes von allen ständischen Bindungen – der Grundlage des ganzen Reformwerkes. Reichsfreiherr vom und zum Stein und Barthold Georg Niebuhr kamen im September aus Riga zurück und schlossen sich der Gruppe an. In Memel beauftragte der König Stein mit der Leitung aller Zivilangelegenheiten. Er betraute ihn mit der weiteren Durchführung der Reformen als Vorsitzender der Immediatkommission. Als erste Reform wurde das Oktoberedikt am 9. Oktober 1807 rechtskräftig.

## Quelle
- Die Stein-Hardenbergschen Reformen in Memel und Königsberg, in: Wulf D. Wagner, Heinrich Lange: Das Königsberger Schloss. Eine Bau und Kulturgeschichte. Verlag Schnell und Steiner, Regensburg 2011,  ISBN 978-3-7954-1953-0, S. 146–147.